# Кривельова Світлана Володимирівна
Світлана Володимирівна Кривельова (рос. Светла́на Влади́мировна Кривелёва; нар. 13 червня 1969, Брянськ, Брянська область, РРФСР) — російська легкоатлетка, що спеціалізується на штовханні ядра, олімпійська чемпіонка 1992 року, чемпіонка світу.

## Кар'єра
| Рік                           | Змагання                         | Місто                   | Місце            | Примітки         |                  |
| Представник СРСР              | Представник СРСР                 | Представник СРСР        | Представник СРСР | Представник СРСР | Представник СРСР |
| ----------------------------- | -------------------------------- | ----------------------- | ---------------- | ---------------- | ---------------- |
| 1991                          | Чемпіонат світу в приміщенні     | Севілья, Іспанія        | 8                | 18.58 м          |                  |
| 1991                          | Чемпіонат світу                  | Токіо, Японія           | 3                | 20.16 м          |                  |
| Представник Об'єднана команда |                                  |                         |                  |                  |                  |
| 1992                          | Олімпійські ігри                 | Барселона, Іспанія      | 1                | 21.06 м          |                  |
| Представник Росія             |                                  |                         |                  |                  |                  |
| 1993                          | Чемпіонат світу в приміщенні     | Торонто, Канада         | 1                | 19.57 м          |                  |
| 1993                          | Чемпіонат світу                  | Штутгарт, Німеччина     | 2                | 19.97 м          |                  |
| 1993                          | Всесвітній легкоатлетичний фінал | Лондон, Велика Британія | 1                | 19.61 м          |                  |
| 1996                          | Олімпійські ігри                 | Атланта, США            | 15 (кв.)         | 18.23 м          |                  |
| 1997                          | Чемпіонат світу в приміщенні     | Париж, Франція          | —                | DNS              |                  |
| 1997                          | Чемпіонат світу                  | Афіни, Греція           | 10               | 17.38 м          |                  |
| 1998                          | Чемпіонат Європи                 | Будапешт, Угорщина      | 4                | 19.08 м          |                  |
| 1999                          | Чемпіонат світу в приміщенні     | Маебасі, Японія         | 1                | 19.08 м          |                  |
| 1999                          | Чемпіонат світу                  | Севілья, Іспанія        | 3                | 19.43 м          |                  |
| 2000                          | Чемпіонат Європи в приміщенні    | Гент, Бельгія           | 4                | 18.96 м          |                  |
| 2000                          | Олімпійські ігри                 | Сідней, Австралія       | 4                | 19.37 м          |                  |
| 2001                          | Чемпіонат світу в приміщенні     | Лісабон, Португалія     | 3                | 19.18 м          |                  |
| 2001                          | Чемпіонат світу                  | Едмонтон, Канада        | 9                | 18.70 м          |                  |
| 2001                          | Всесвітній легкоатлетичний фінал | Мельбурн, Австралія     | 3                | 18.21 м          |                  |
| 2002                          | Чемпіонат Європи                 | Мюнхен, Німеччина       | 3                | 19.56 м          |                  |
| 2003                          | Чемпіонат світу в приміщенні     | Бірмінгем, Англія       | 5                | 19.57 м          |                  |
| 2003                          | Чемпіонат світу                  | Париж, Франція          | 1                | 20.63 м          |                  |
| 2003                          | Всесвітній легкоатлетичний фінал | Монако                  | 2                | 19.66 м          |                  |
| 2004                          | Чемпіонат світу в приміщенні     | Будапешт, Угорщина      | 1                | 19.90 м          |                  |
| 2004                          | Олімпійські ігри                 | Афіни, Греція           | 4                | 19.49 м          |                  |
| 2005                          | Чемпіонат світу                  | Гельсінкі, Фінляндія    | 4                | 19.16 м          |                  |